# Luni sul Mignone

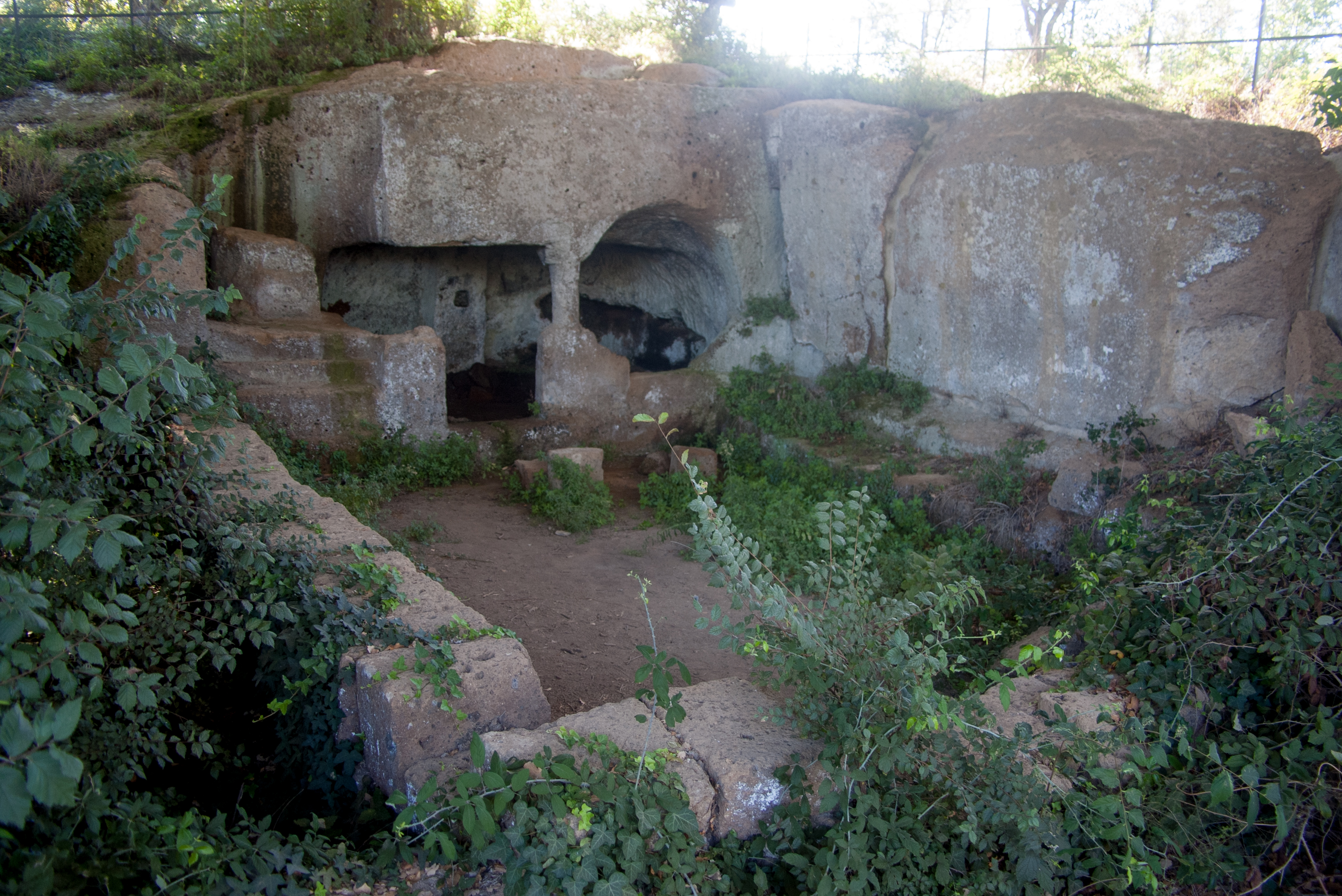
Vestiges

Luni sul Mignone est un  site préhistorique  et  étrusque, occupé à l'époque médiévale, situé au sein de la municipalité  de Blera à environ 5 km de l'ancien  village de  San Giovenale accessible  à travers champs à partir  d'un chemin qui relie les routes de Blera et Monte Romano.

## Histoire
Dans les années 1960, le site a fait l'objet de fouilles de la part des archéologues suédois qui ont recueilli une importante quantité d'informations scientifiques provenant surtout de la période préhistorique et protohistorique de l'Étrurie méridionale de l'âge du bronze et du fer (IIe millénaire av. J.-C. - Ier millénaire av. J.-C.).

## Description
Le rocher en tuf de Luni est délimité par le cours du torrent Vesca et du fleuve Mignone ;  on peut voir les fondations d'habitations remontant à la Civiltà Appenninica (âge du bronze), de longues cabanes quadrangulaires dont le toit était en feuillage à double pente et dont le fond était partiellement creusé dans le tuf et habitées par plusieurs groupes de familles. Ces cabanes sont situées au centre du plateau qui était délimité par de longs et profonds fossés défensifs. De nombreux fragments de céramiques mycènes attestent de contacts avec les peuples de l'Égée.
À l'extrémité orientale du plateau on trouve des restes d'habitations datant de l'âge du bronze qui ont été amplifiées à l'âge du fer dont la Casa del Capo (« maison du chef »). Il s'agit d'une grande fosse quadrangulaire profonde de plusieurs mètres qui constituait en partie la structure d'une grande cabane villanovienne. L'habitation creusée dans le tuf constituait probablement une sorte de réserve dans lequel étaient conservées les denrées alimentaires de toute la communauté contrôlées et gérées par le chef de la communauté.
Le creusement de cette remise ainsi que le stockage en commun de denrées alimentaires sont le témoignage d'une organisation sociale avancée pour cette période (IXe  et  VIIIe siècle av. J.-C.)  
Le site entouré par des fortifications étrusques en blocs quadrangulaires de tuf a été abandonné dans la période tardive étrusque. À l'époque romaine elle a fait partie des possessions de diverses latifundia.
Au Moyen Âge, le site prit à nouveau de l'importance. Un château, des habitations et une petite chapelle y ont été construits.
Le nom de « Luni » est sûrement d'origine médiévale et est rapporté dans de nombreux documents de l'époque.

## Sources
- (it) Cet article est partiellement ou en totalité issu de l’article de Wikipédia en italien intitulé « Luni sul Mignone » (voir la liste des auteurs).